# Kirill Nikolajewitsch Schamalow
Kirill Nikolajewitsch Schamalow (russisch Кирилл Николаевич Шамалов; englisch Kirill Shamalov; * 22. März 1982 in Leningrad, Russische SFSR, Sowjetunion) ist ein russischer Geschäftsmann, der Ex-Ehemann von Katerina Tichonowa und damit Ex-Schwiegersohn des russischen Präsidenten Wladimir Putin. Er war der ehemalige Wirtschaftsberater der russischen Regierung. Er ist der jüngere Sohn von Nikolai Terentjewitsch Schamalow, einem Miteigentümer der Rossiya Bank und Bekannten von Wladimir Putin.

## Leben
Schamalow wurde an der Staatlichen Universität Sankt Petersburg ausgebildet, wo er einen Abschluss in Rechtswissenschaften erwarb. Schamalow wurde 2012 zum Branchenführer, als die Eigentümer von Sibur ihn vom Vice President of Business Administration zum stellvertretenden CEO beförderten. Er erhielt einen Anteil von 4,3 % an dem Unternehmen. Das vom Investigativjournalisten Roman Anin gegründete Recherchenetzwerk IStories enthüllte diesbezüglich, dass Schamalow kurz nach seiner Heirat mit Putins Tochter Katerina Tichonowa Anteile der Sibur Holdung im Wert von 380 Millionen US-Dollar (bei einem Unternehmenswert von 10 Milliarden) für ungefähr 100 US-Dollar erhielt. Ein halbes Jahr nach dem Anteilserwerb erhielt eine zu Schamalow gehörige Briefkastenfirma bei einem Offshore-Finanzplatz auf den britischen Jungferninseln eine Zahlung von 250 Millionen US-Dollar. Mit Hilfe eines Kredits der Gazprombank kaufte Schamalow weitere 17 % Sibur-Unternehmensanteile (mit einem Wert von rund 2,2 Milliarden US-Dollar) von Gennadi Timtschenko.
Damit wurde er nach seiner Heirat mit Wladimir Putins Tochter Katerina im Februar 2013 in weniger als 18 Monaten zum zweitgrößten Großaktionär von Sibur und damit zum jüngsten Milliardär in Russland.
Sein Vermögen wurde mit Daten aus dem Jahr 2016 auf 1,2 Milliarden US-Dollar geschätzt. Im April 2017 berichtete Bloomberg, dass Schamalow seine Anteile an Sibur, die er von Timtschenko erworben hatte, an Leonid Michelson, den anderen Eigentümer von Sibur, verkauft hat.
Im April 2018 verhängten die Vereinigten Staaten Sanktionen gegen ihn und 23 weitere russische Staatsangehörige. Im selben Jahr wurde die Ehe zwischen Schamalow und Tichonowa aufgelöst. Spätestens im Jahr darauf hatte Schamalow eine Beziehung mit einer anderen Frau.